# جون ويلنار
جون ويلنار (بالإنجليزية: Jon Wellner)‏ مواليد 11 يوليو 1975 في إلينوي، الولايات المتحدة، هو ممثل أمريكي.

## الأعمال

### أفلام
- بيكر
- بنات غيلمور
- نعم عزيزي
- سي اس آي:التحقيق في موقع الجريمة
- سي اس آي:التحقيق في موقع الجريمة
- القاضية إيمي
- ذاتس سو رايفن
- إيفان الكبير
- أوشن 13
- بونز

## وصلات خارجية
- جون ويلنار على موقع IMDb (الإنجليزية)
- جون ويلنار على موقع قاعدة بيانات الفيلم (الإنجليزية)

- الموقع الإلكتروني